# 파트리크 루아
파트리크 자크 루아(프랑스어: Patrick Jacques Roy, 프랑스어 발음: [pa.tʁik ʒak ʁwa], 1965년 10월 5일~)는 캐나다의 아이스하키 선수, 지도자이다. 선수 시절 포지션은 골텐더였으며, 북아메리카 최상위 프로 아이스하키 리그인 내셔널 하키 리그(NHL)의 카나디앵 드 몽레알과 콜로라도 애벌랜치에서 뛰었다. 현역 은퇴 후 2013년부터 2018년까지 콜로라도 애벌랜치의 감독으로 활동했으며 현재 뉴욕 아일런더스의 감독을 맡고 있다.
1984년 NHL 드래프트에서 카나디앵 드 몽레알의 지명을 받았으며 11년간 카나디앵, 8년간 콜로라도 애벌랜치 소속으로 총 19년 시즌 동안 활동했다. 현역 시절 스탠리 컵 4회 우승했으며 각각 카나디앵에서 2회, 애벌랜치에서 2회 우승을 차지했다. 또한 캐나다 아이스하키 국가대표팀의 일원으로 자신의 유일한 국제 대회인 1998년 동계 올림픽에 참가했다.
2004년 스포츠 기자 41명으로 구성된 선정단과 팬 투표를 통해 NHL 역사상 가장 위대한 골텐더로 선정되었으며 2006년 11월 13일 하키 명예의 전당에 헌액되었다. 그는 NHL 역사상 유일하게 콘 스미스 트로피를 3번 수상한 선수이다. 또한 이 상을 3개의 다른 연대(1980년대, 1990년대, 2000년대)에 걸쳐 수상한 유일한 선수이며, 두 개의 다른 팀에서 수상한 유일한 선수이다. 루아의 등번호 33번는 카나디앵과 애벌랜치에서 모두 영구 결번으로 지정되었다.
루아는 버터플라이 스타일이라는 골텐더 자세를 유행시킨 장본인이며 그 이후로 전 세계적으로 표준적인 골텐더 스타일로 자리잡게 되는 데 영향을 끼쳤다.

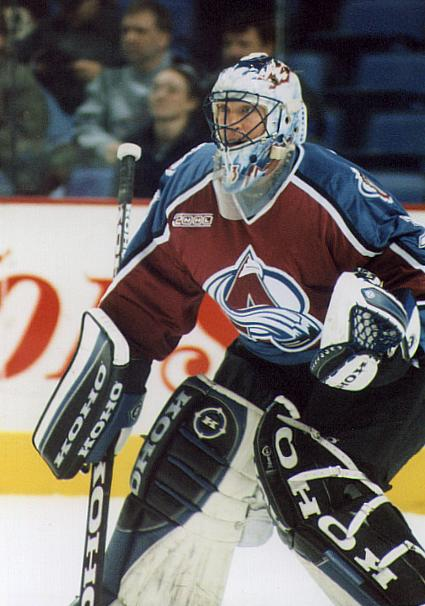
1999년 콜로라도 애벌랜치 소속 시절의 루아

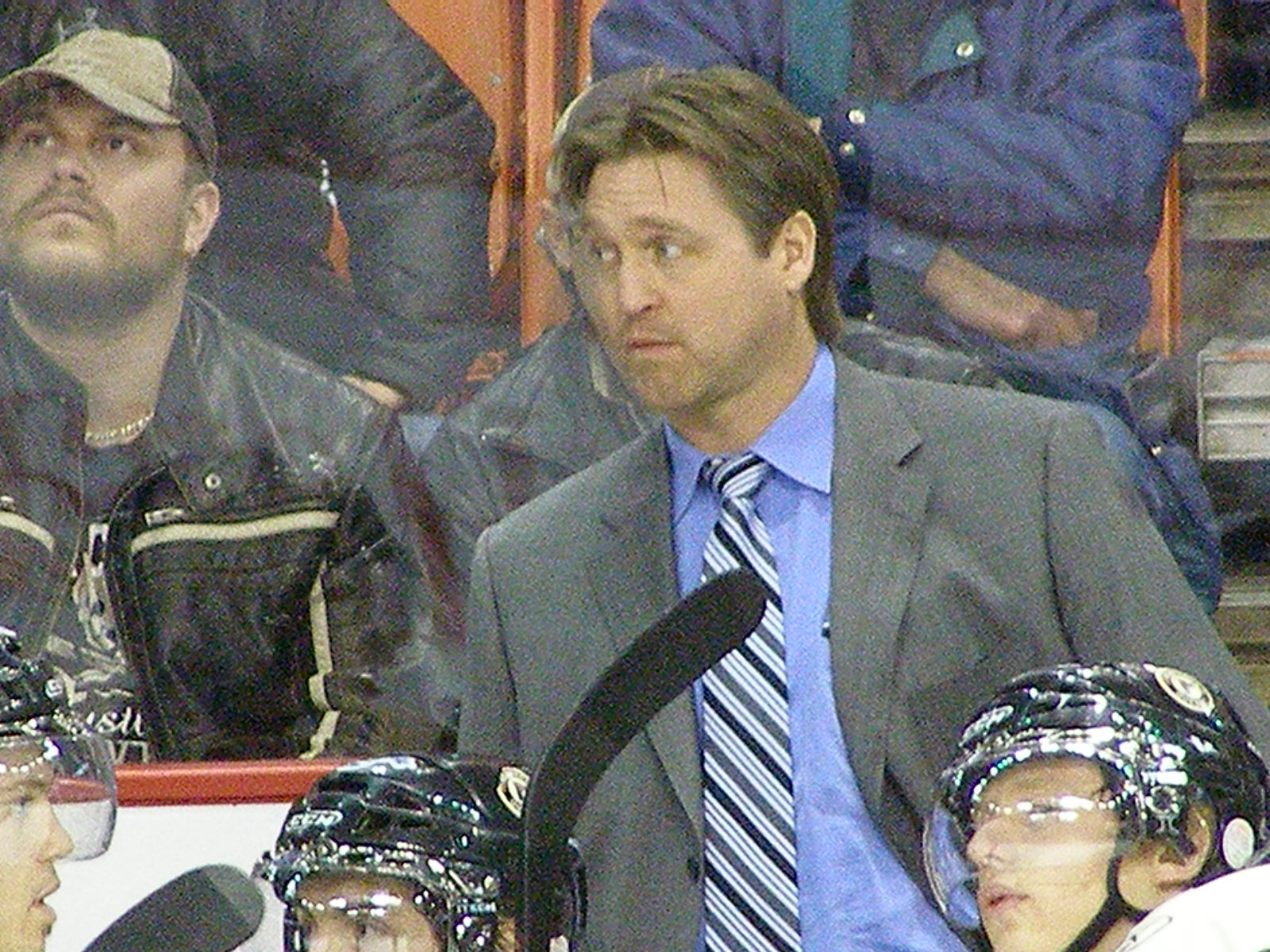
2009년 퀘벡 랑파르 감독 시절의 루아

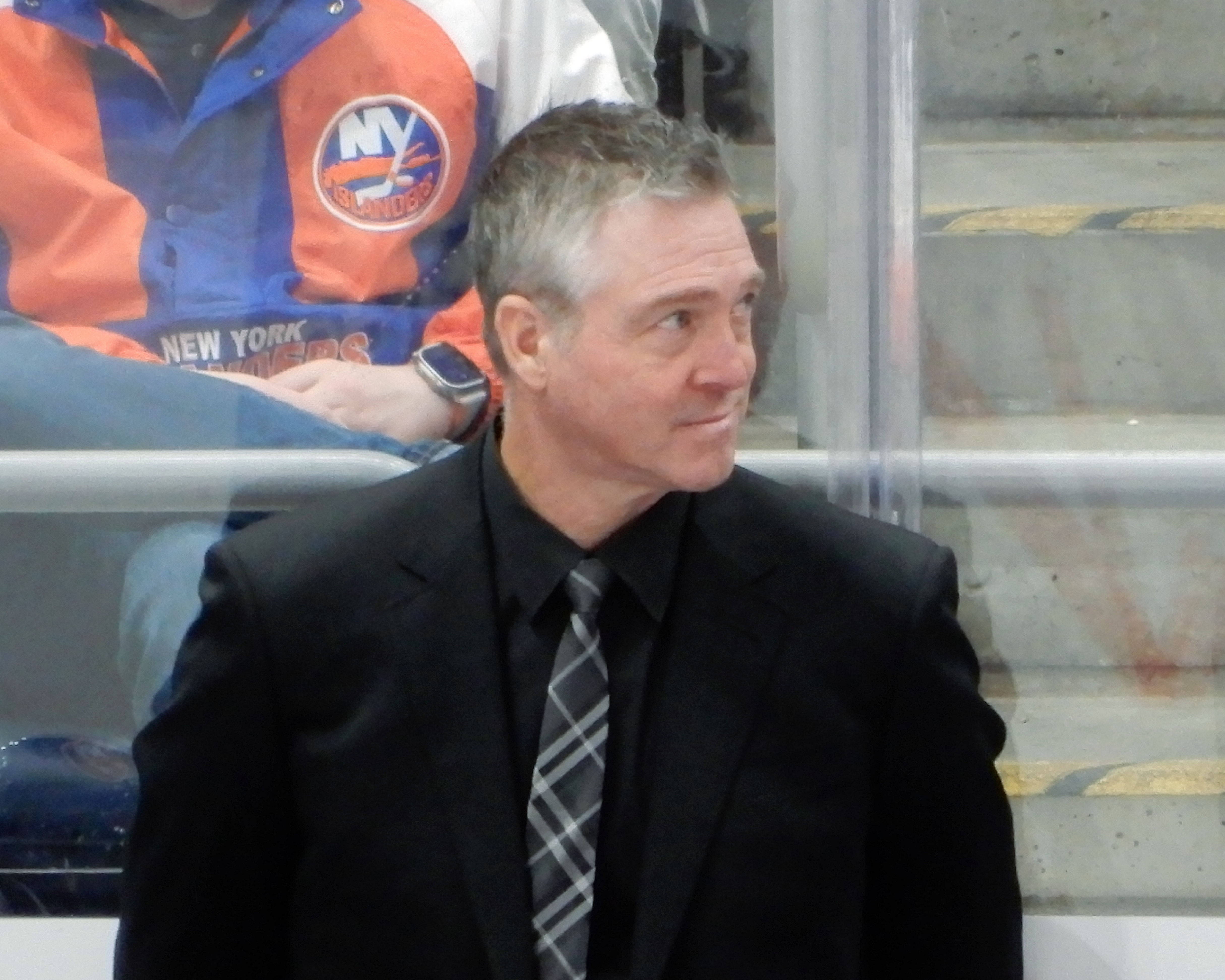
2024년의 루아